# 里镇 (涅夫勒省)
里镇（法語：Rix）是法国涅夫勒省的一个市镇，属于克拉姆西區（Clamecy）克拉梅西县（Clamecy）。该市镇总面积3.92平方公里，2009年时的人口为201人。

## 人口
里镇人口变化图示